# Marek Trejgis
Marek Trejgis (ur. 4 marca 1975 roku w Stargardzie Szczecińskim) – polski piłkarz, grający na pozycji pomocnika bądź napastnika. Posiada również obywatelstwo niemieckie.

## Kariera
Marek Trejgis rozpoczął swoją karierę w klubie Błękitni Stargard. Następnie wyjechał do Niemiec, gdzie grał w Polonii Hamburg. W latach 1993–1994 grał w klubie ASV Bergedorf 85. Tam wypatrzyli go skauci Hamburger SV, wskutek czego Trejgis przeszedł do tego klubu. W zespole amatorów Hamburger SV grał do 1997. Następnie przeniesiono go do pierwszej drużyny. W ciągu dwóch lat zagrał w niej 11 meczów. W 1999 roku przeniósł się do FC St. Pauli, gdzie grał do 2001 roku, strzelając w międzyczasie jedną bramkę w 26 meczach. W 2001 roku przeniósł się do Grecji, do Panioniosu GSS, gdzie zagrał jedynie w 2 spotkaniach, po czym wrócił do Niemiec. W klubie Holstein Kiel Trejgis grał przez 3 sezony, po czym w 2004 przeszedł do Stuttgarter Kickers. W 2005 roku zakończył karierę.

## Statystyki
- 1. Bundesliga – 11 meczów / 0 goli
- 2. Bundesliga – 26 meczów / 1 gol
- Regionalliga – 70 meczów / 12 goli
- Puchar Niemiec – 2 mecze / 0 goli
- Alpha Ethniki – 2 mecze / 0 goli